# Хлопово Городище
Хло́пово Городи́ще — село в Зубцовском районе Тверской области. Входит в состав Дорожаевского сельского поселения.

## География
Деревни находятся на берегу реки Шоша в 6 км на северо-восток от центра поселения деревни Дорожаево и в 66 км на северо-восток от райцентра города Зубцова.

## История
В 1761 году в селе была построена каменная Богородицерождественская церковь с 3 престолами.
В конце XIX — начале XX века село входило в состав Дорожаевской волости Зубцовского уезда Тверской губернии. 
До революции 1917 года — имение. Документы Тверского областного музея сохранили имя последней владелицы имения — Анны Федоровны Ремер, жены сенатора и тайного советника.
С 1929 года деревня являлась центром Хлопово-Городищенского сельсовета Погорельского района Ржевского округа Западной области, с 1935 года — в составе Калининской области, с 1960 года — в составе Дорожаевского сельсовета Зубцовского района, с 1994 года — в составе Дорожаевского сельского округа, с 2005 года — в составе Дорожаевского сельского поселения.

## Население
| 1859 | 2002 | 2010 |
| ---- | ---- | ---- |
| 166  | ↘85  | ↗91  |

## Инфраструктура
В советское время работал пионерский лагерь «Воробышек»

## Достопримечательности
В деревне располагается бывшая усадьба князей Нарышкиных.